# Taj-Mahal-Palast
Taj Mahal ist ein von Sultan Shah Jahan, Begum von Bhopal, erbauter Palast. Er befindet sich neben der Taj-ul-Masjid in Bhopal, Indien.

## Geschichte
Das Taj Mahal in Bhopal wurde als Residenz der Begum gebaut und kostete ₹ 3.000.000. Sein Bau erstreckte sich über einen Zeitraum von 13 Jahren, von 1871 bis 1884, und war einer der größten Paläste der Welt, der zu dieser Zeit gebaut wurde.
Das Gebäude hieß ursprünglich Raj Mahal („königlicher Palast“). Der britische Resident in Bhopal, der von der Architektur sehr beeindruckt war, schlug vor, den Palast in Taj Mahal umzubenennen, da das Taj Mahal in Agra vom Namensvetter der Begum, Schah Jahan, erbaut worden war. Die Begum nahm den Vorschlag an, und der Palast wurde in Taj Mahal umbenannt. Die Begum soll nach der Fertigstellung des Gebäudes eine dreijährige Feier mit dem Namen Jashn-e-Taj Mahal angeordnet haben.
Nach der Teilung Indiens 1947 erlaubte Nawab Hamidullah Khan Sindhi-Flüchtlingen, im Palast zu bleiben. Sie blieben etwa 4 Jahre lang im Taj Mahal, bevor sie nach Bairagarh (heute ein Stadtbereich von Bhopal) übersiedelten. In dieser Zeit erlitt der Palast einige Schäden. Nach der Unabhängigkeit Indiens blieben einige Mitglieder der königlichen Familie von Bhopal im Palast, zogen aber nach und nach weg, da sie kein Geld für die Reparaturen hatten. Bis 2008 waren große Teile des Palastkomplexes zusammengebrochen.
Der Palast wurde 2005 von der Regierung von Madhya Pradesh zum staatlichen Kulturdenkmal erklärt, und die staatliche Archäologieabteilung führte eine teilweise Restaurierung durch. Im Jahr 2011 wurde er jedoch denotifiziert, und die Regierung plant nun, den Besitz an die Tourismusabteilung zu übertragen, damit sie ihn als Kulturerbe-Hotel ausbauen kann.

## Architektur
Die Architektur des Taj Mahal weist britische, französische, mogulische, arabische und hinduistische Einflüsse auf. Der Palast umfasst 120 Räume, einen Spiegelsaal oder Sheesh Mahal und den Savon-Bhadon-Pavillon, eine kunstvolle, brunnenartige Struktur, die die Wirkung von Regen simulierte. Der Haupteingang ist ein siebenstöckiger Bau. Der Palast war Teil eines Gebäudekomplexes entlang der drei Seen, zu dem der Benazir-Palast, der der Sommerpalast der Begum war, und die Taj-ul-Masjid-Moschee gehören. Der Palast wurde im indo-sarazenischen Stil erbaut und wird durch die von den Seen herüberwehenden Winde kühl gehalten.

## Galerie

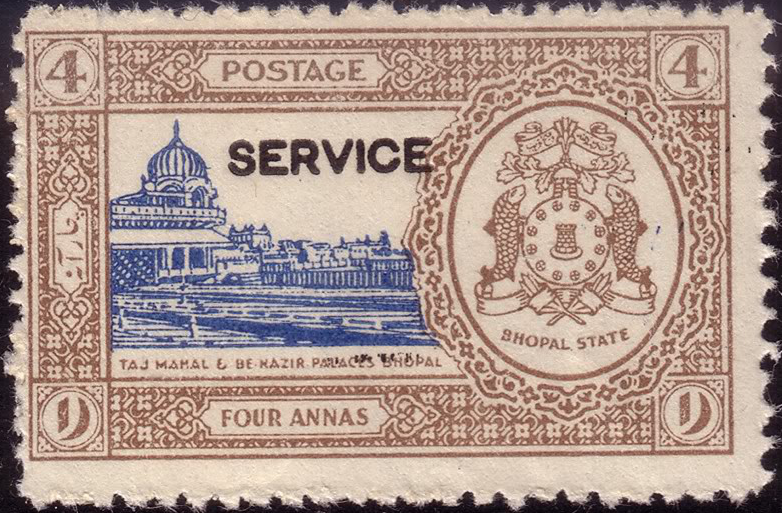
Taj Mahal und Benazir Palaces auf einer Bhopal State Briefmarke
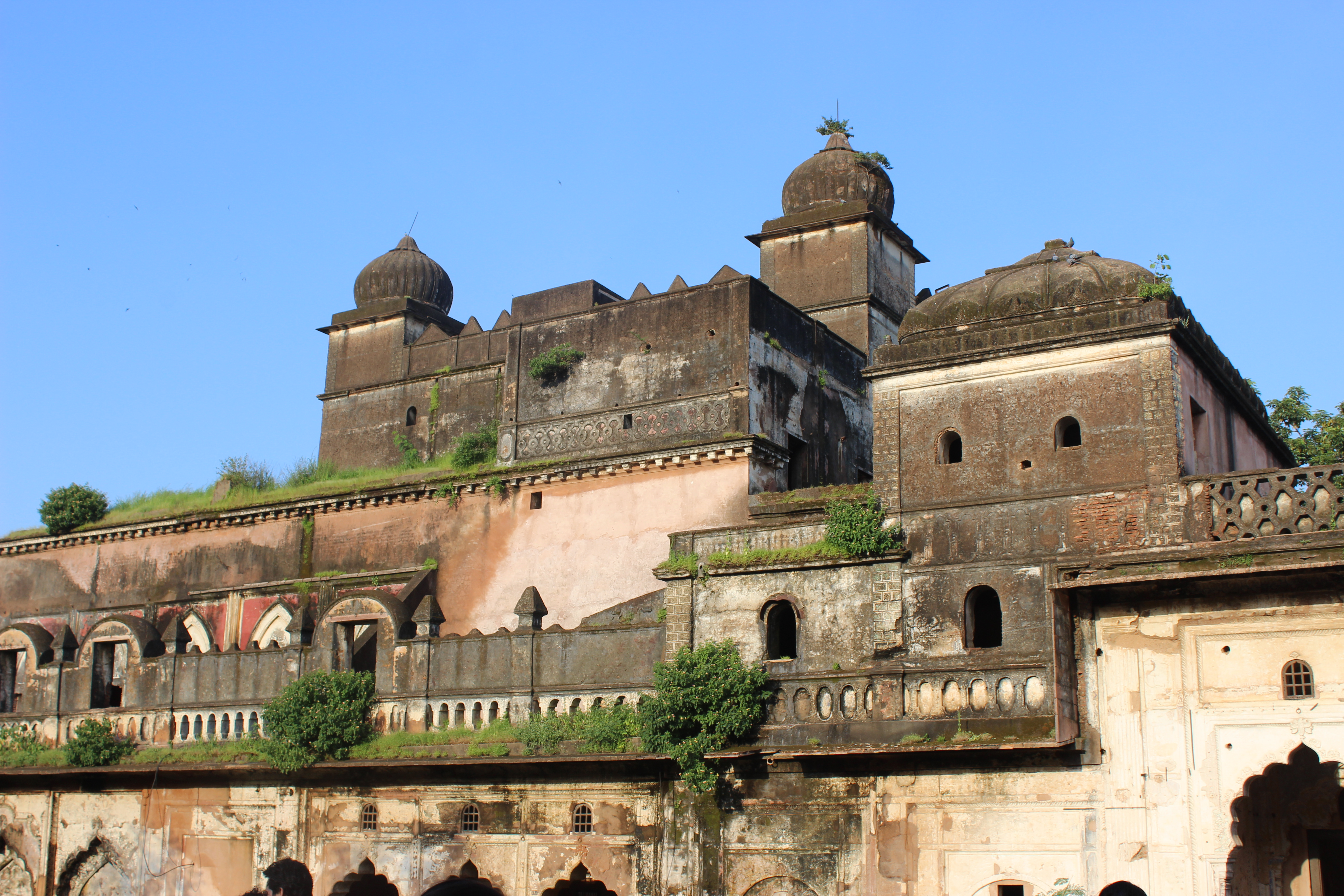
Taj Mahal – Rückseite des Haupteinganges
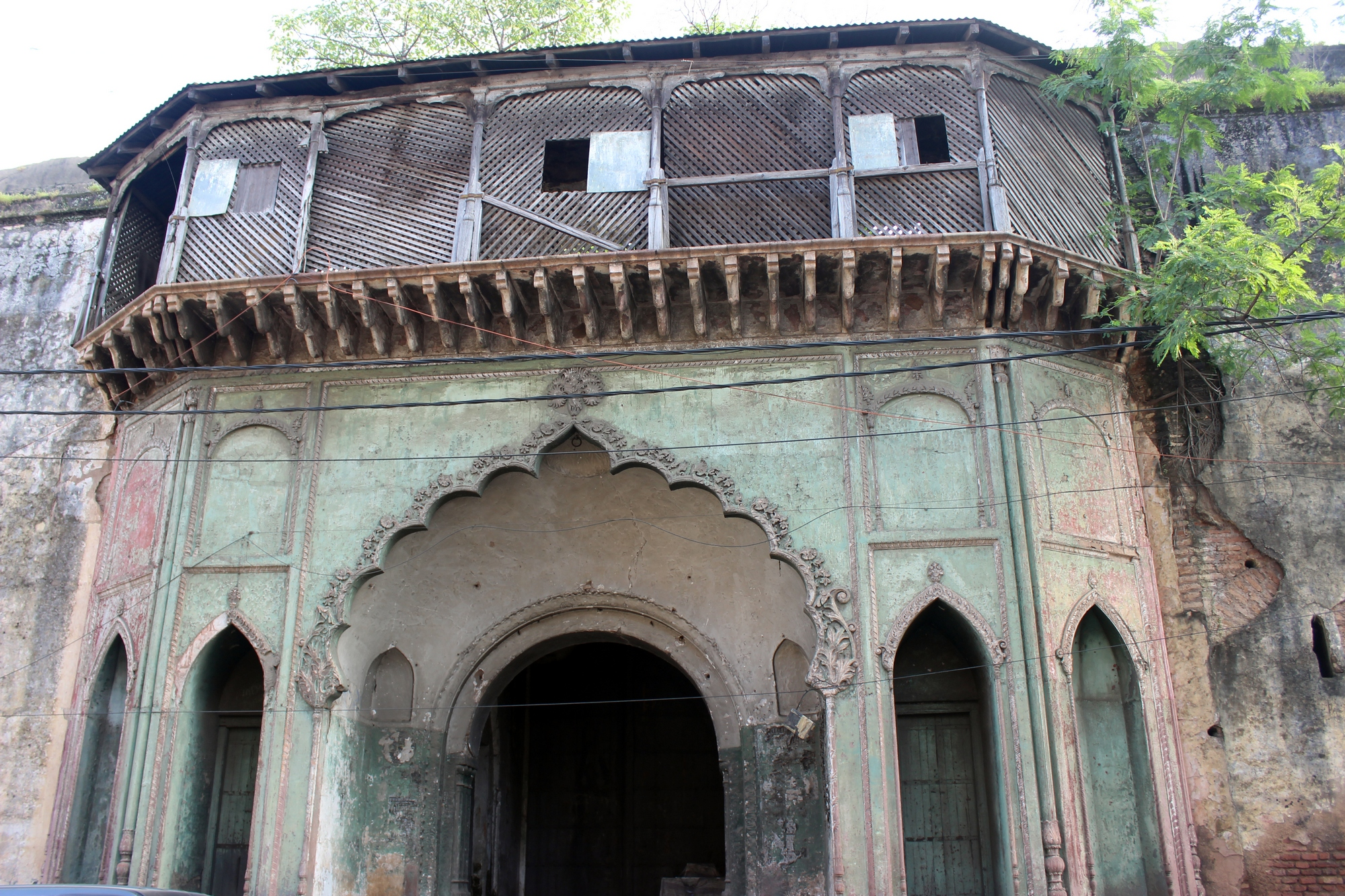
Nordseite des Eingangstores